# 拉特罗尼科
拉特罗尼科（義大利語：Latronico），是意大利波坦察省的一个市镇。总面积75平方公里，人口4859人，人口密度64.8人/平方公里（2009年）。ISTAT代码为076040。